# Lophocampa scripta
Lophocampa scripta är en fjärilsart som beskrevs av Augustus Radcliffe Grote 1867. Lophocampa scripta ingår i släktet Lophocampa och familjen björnspinnare. Inga underarter finns listade i Catalogue of Life.